# Arthur L. Reed

Arthur L. Reed (l.) mit Henri Mayer beim Grand Prix de Paris 1904

Arthur L. Reed war ein britischer Bahnradsportler und Weltmeister.
1903 wurde Arthur L. Reed in Ordrup bei Kopenhagen Weltmeister im Sprint der Amateure. 1904 wurde er London Vize-Weltmeister in derselben Disziplin. Im selben Jahr gewann er den Sprint-Klassiker Grand Prix de Paris.